# Kelim

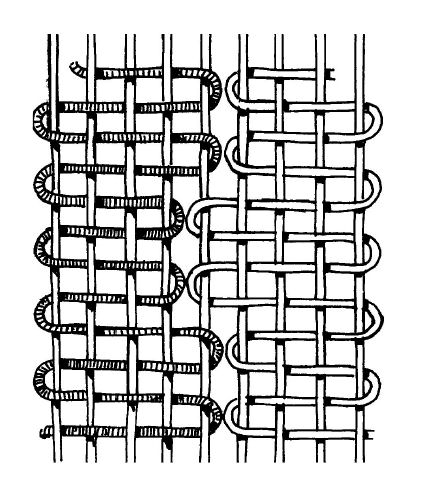
Schéma vazby kelimu

Kelim je koberec zhotovený gobelínovou technikou. Textilie je vzorována útkem v různých barvách tak, že na konturách vzoru obepíná útek osnovní nit a vrací se zpět, takže na těchto místech vznikají štěrbiny ve směru osnovy (viz nákres) a lícní i rubní strana koberce má stejný vzhled . 
V hovorové mluvě se označení kelim někdy používá pro všechny podlahové krytiny s výjimkou vázaných koberců. 

## Způsob výroby
Kelim se zhotovuje na dřevěném, zpravidla vertikálně postaveném rámu, na který se napíná osnova. Útek se zanáší prsty (výjimečně také malým člunkem) mezi osnovní niti a přiráží s pomocí hřebene k hotové tkanině. 
Osnova bývá bavlněná, méně často vlněná, útek je zpravidla z čisté vlny barvené přírodními barvivy, jen na velmi jemné kelimy se používá hedvábná příze. 

## Druhy kelimů

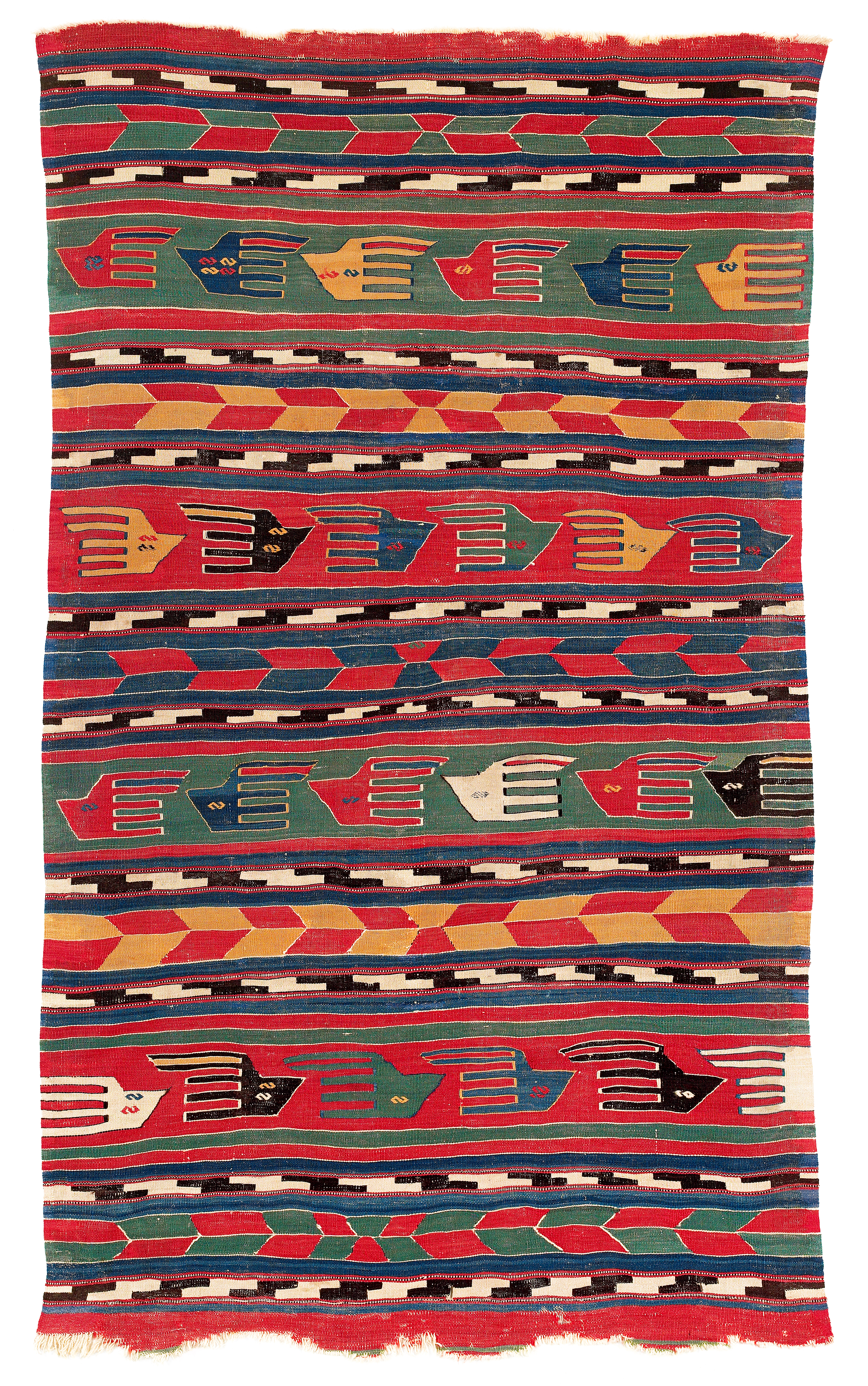
Kelim z turecké Anatolie z pozdního 18. století

V odborné literatuře se uvádí asi 20 asijských a evropských států, ve kterých se kelim komerčně vyrábí,  hlavní střediska výroby se nacházejí v turecké Anatolii, v Íránu, Ázerbájdžánu a také na Balkáně. 
Např. z Ázerbájdžánu je nejznámějších 5 druhů kelimu  a z Turecka 14 druhů (nebo motivů). Sběratelé tam platí za zbytky historických kelimů až 100 000 USD za kus.